# Quart (unitat de volum)
El quart és una unitat de mesura de volum històrica, anterior a l'establiment i la implantació del sistema mètric equivalent a un quart de faneca.

## Quart imperial o britànic
Un quart imperial o britànic és una unitat de volum utilitzada en el Regne Unit. Equival a un quart de galó imperial. I també a:
- 1,1365225 litres
- 0,0071428571428571 barrils imperials
- 2 pintes imperials
- 8 gills imperials
- 40 unces líquides imperials

## Quart nord-americà
Un quart nord-americà és una unitat de volum usada en els Estats Units. Equival a un quart de galó nord-americà.
I també a: 
- 0,946352946 litres
- 0,005952380952381 barrils nord-americans
- 2 pintes nord-americans
- 8 gills nord-americans
- 32 unces líquides nord-americans